# Klaus Fischbach
Klaus Fischbach (* 5. Juli 1935 in Wallenborn; † 9. Februar 2017 in Trier) war ein deutscher Kirchenmusiker, Domkapellmeister, Chorleiter, Komponist und Musikpädagoge.

## Werdegang
Klaus Fischbach studierte an der bischöflichen Kirchenmusikschule Trier und an der Hochschule für Musik und Theater des Saarlandes katholische Kirchenmusik, Komposition und Musikpädagogik. Sonderstudien der Chorleitung und Phonetik führten ihn zu Domkapellmeister Johannes Klassen (Trier), Willi Träder (Hannover), Eric Ericson (Stockholm), Marinus Vooberg (Hilversum) und Adolf Rüdinger (München). Weiterhin studierte er das Fach Orgel mit Abschluss „Konzertreife“ bei Paul Schneider (Saarbrücken) und Michael Schneider (Köln). Von 1961 bis 1971 war er Organist an der Basilika St. Johann in Saarbrücken. Von 1971 bis 1973 war er Direktor der Musikschule der Stadt Krefeld.
Im Jahre 1973 wurde er zum Domkapellmeister in Trier berufen. Neben der Leitung des Domchores oblag ihm hiermit auch die Leitung der bischöflichen Kirchenmusikschule des Bistums Trier. Im Jahr 2000 ging er in den Ruhestand und bekam wegen besonderer musikalischer Verdienste vom damaligen saarländischen Minister für Bildung, Kultur- und Wissenschaft Jürgen Schreier den Titel eines Honorarprofessors verliehen. Von 2003 bis 2005 war Klaus Fischbach sodann Bundeschormeister bzw. Bundeschorleiter des Saar-Sängerbundes (heute Saarländischer Chorverband) und war in dieser Funktion unter anderem für die Chorleiterseminare zuständig.
Er leitete den bei bedeutsamen europäischen Wettbewerben vielfach preisgekrönten Madrigalchor Klaus Fischbach Saarbrücken. Klaus Fischbach war selbst Juror nationaler und internationaler Chorwettbewerbe. Seine zahlreichen, vielfach ausgezeichneten Kompositionen sind durch Rundfunk- und CD-Aufnahmen dokumentiert.

## Privates
Klaus Fischbach war mit Maria Fischbach verheiratet, die nach 54 Ehejahren verstarb. Fischbach hatte einen Wohnsitz in Trier und in seinem Geburtsort, dem Eifeldorf Wallenborn. Einer seiner Söhne ist der ehemalige Kantor der Basilika St. Johann Saarbrücken und im Jahr 2008 verstorbene Organist und Kirchenmusiker Klaus-Ewald Fischbach.